# Sea Life Benalmádena
Sea Life Benalmádena – Akwarium publiczne w hiszpańskim mieście Benalmádena.
Akwarium posiada około 2500 zwierząt morskich z różnych stref, w tym rekiny, żółwie morskie, raje, meduzy i rozgwiazdy. Pokazywane są w 30 zbiornikach. Jeden ze zbiorników pozwala na oglądanie z bliska i dotykanie niektórych zwierząt. W największym zbiorniku skonstruowany jest podwodny tunel. 
Akwarium oferuje specjalne zajęcia dla grup szkolnych.

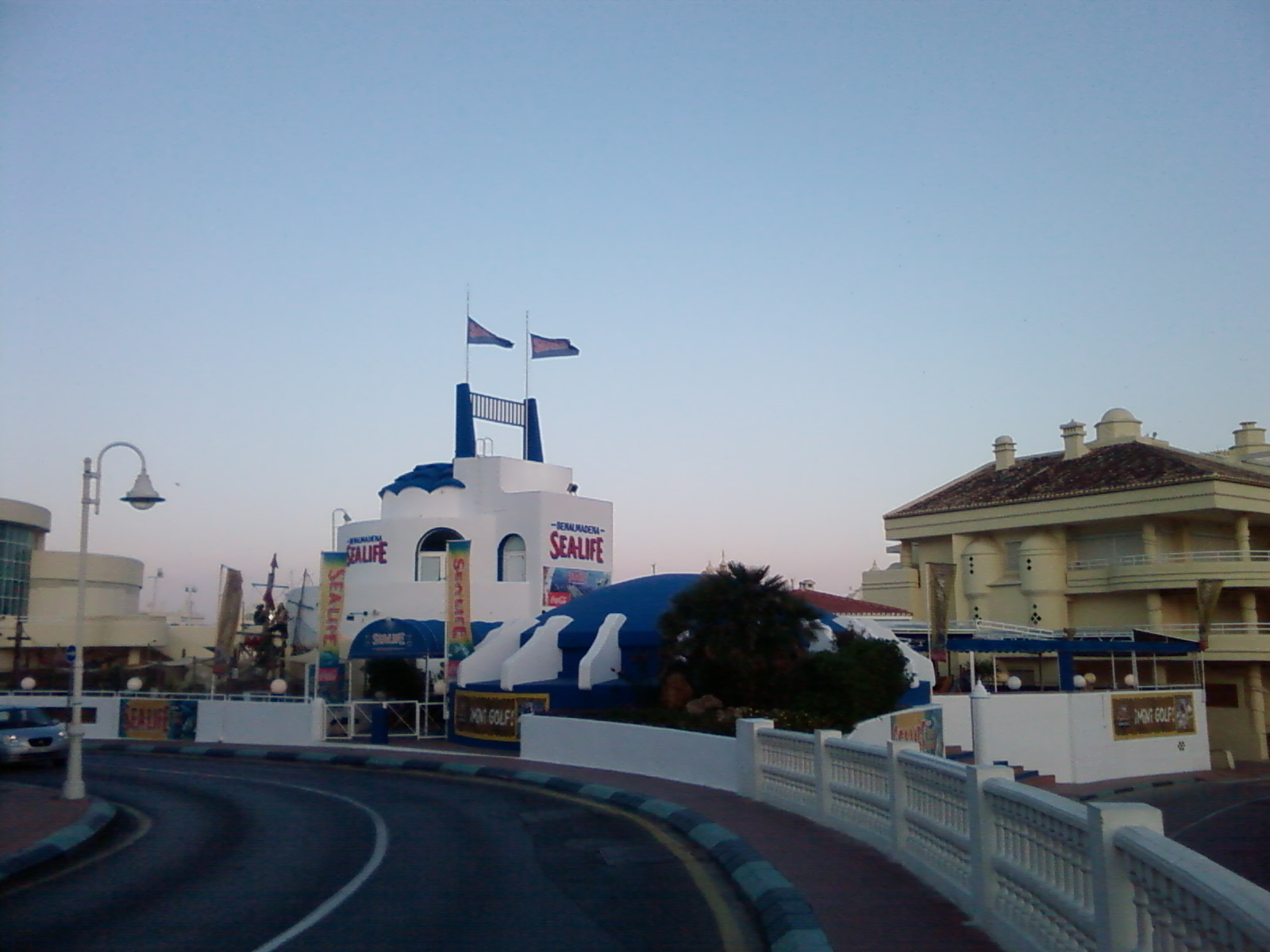
Budynek akwarium
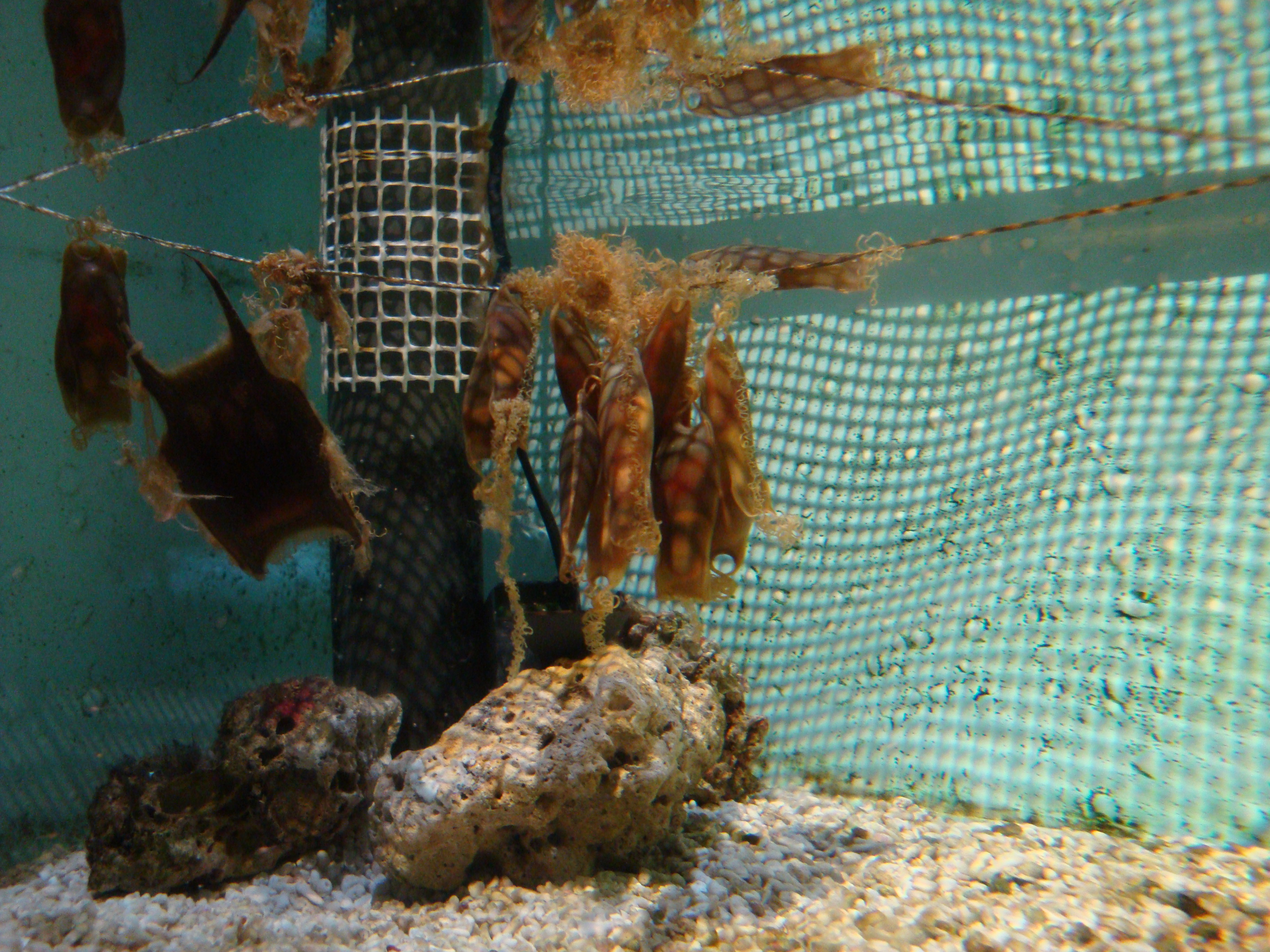
Jaja raj
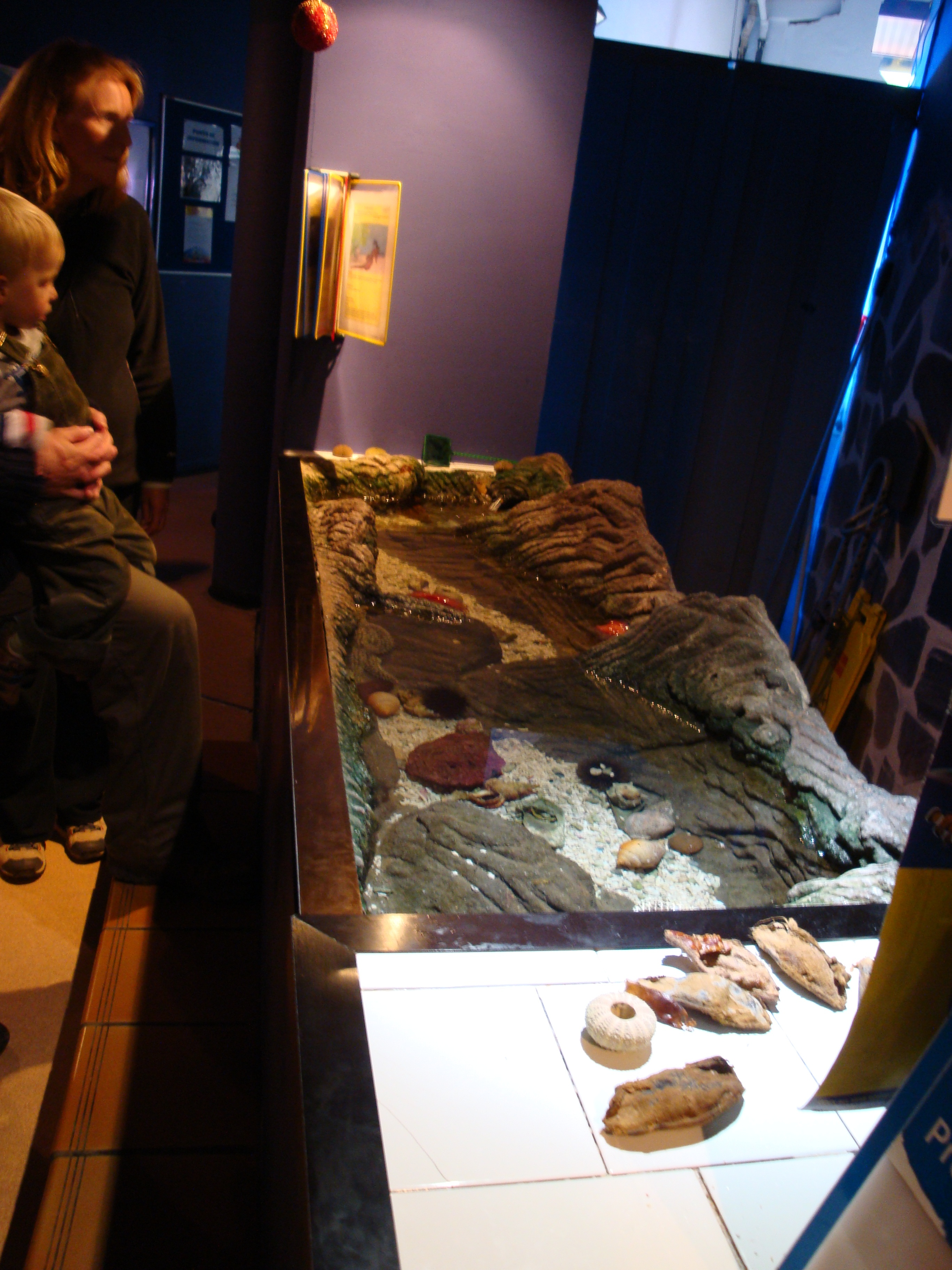
Zbiornik interaktywny, gdzie można dotykać zwierzęta
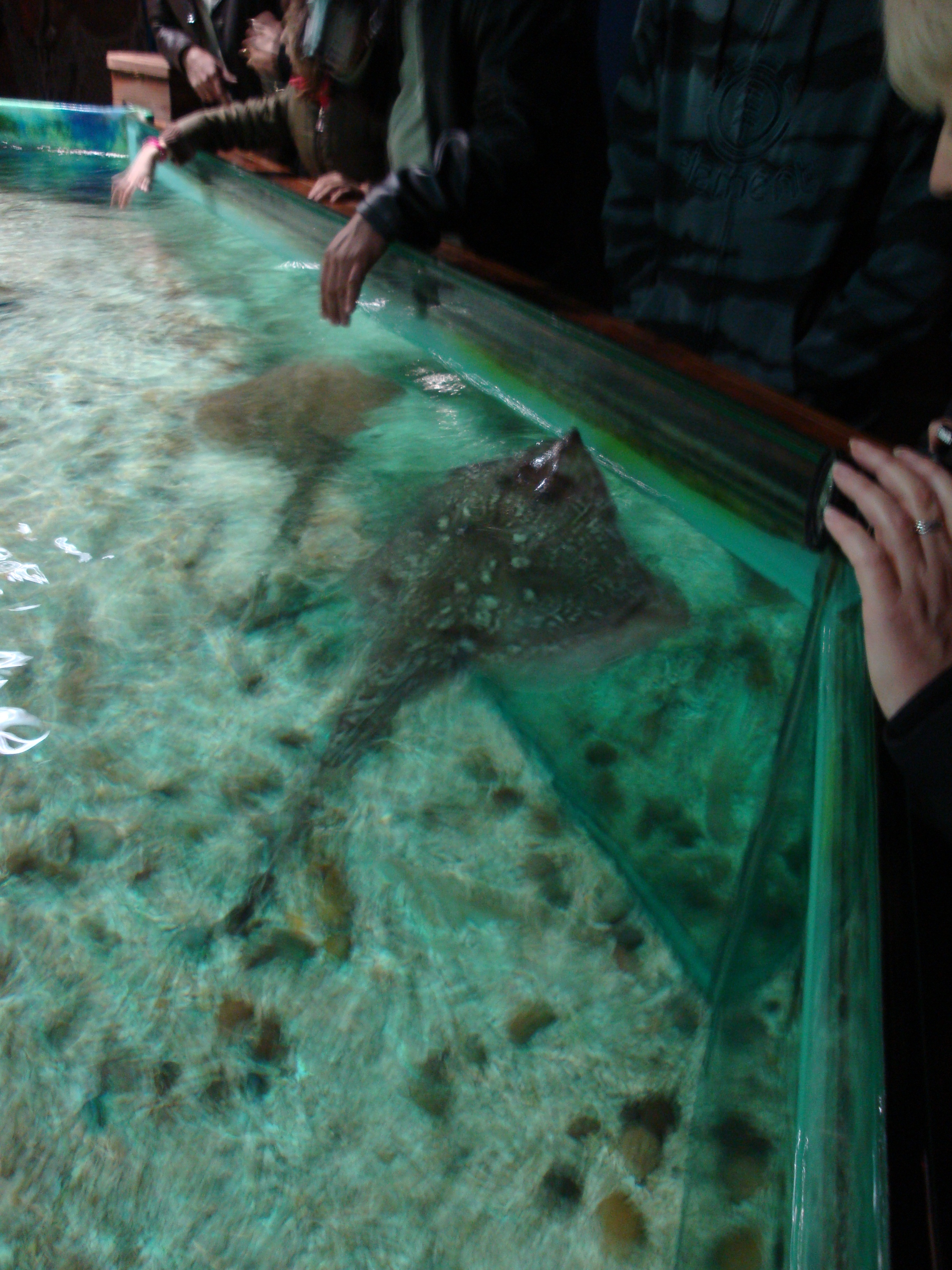
Raje
- Meduza w świetle ultrafioletowym